# ユリコ (ダンサー)
ユリコ・キクチ (Yuriko Kikuchi、旧姓: アメミヤ; Amemiya、1920年2月2日 - 2022年3月8日) は、アメリのダンサー、振付師。マーサ・グレアム・ダンス・カンパニーに所属していたことで知られる。

## 生い立ちおよび経歴
1920年、カリフォルニア州サンノゼで生まれたが、1930年、アメリカ国内に蔓延していたインフルエンザから逃れるため日本に転居した。1930年から1937年、東京の石井小浪舞踊研究所に所属しダンスを学んだ。1937年、アメリカに帰国し、ロサンゼルスにてドロシー・リンドールのジュニア・ダンス・カンパニーに所属した。

## 強制収容
1941年から1943年、他の日系アメリカ人たちと共にアリゾナ州のヒラリバー戦争移住センターに収容され、そこでダンスを教えた。1943年9月に解放され、すぐにニューヨークに転居した。

## マーサ・グレアム・ダンス・カンパニー
1944年から50年間、マーサ・グレアム・ダンス・カンパニーに所属していた。『アパラチアの春』、『Cave of the Heart 』、『Dark Meadow 』のほか、グレアム版『Clytemnestra 』初演などに出演した。またユリコはグレアムの振付を再現している。
モダン・ダンス以外に、ブロードウェイにおいて『王様と私』(1951年-1954年)、『フラワー・ドラム・ソング (ミュージカル)』(1958年–1960年)それぞれの初演時に出演した。またテレビや映画でもダンスおよび演技を披露している。1967年から1973年まで自身のモダン・ダンス・カンパニーを主催していた。Halim El-Dabh、ユージン・レスターともダンスで共演している。

## 受賞歴
1967年、Guggenheim Fellowship の助成金を受けた。1991年、Bessie Award を受賞した。2006年、ボストン音楽院から名誉博士号を授与された。2012年、マーサ・ヒル・ダンス・ファンド特別功労賞を受賞した。

## 私生活
1946年に結婚し、子供が2人いる。1977年、娘のスーザン・キクチが『王様と私』ブロードウェイ再演において、初演時に母が演じたイライザ役を演じた。現在ユリコはニューヨークのマンハッタンに住んでいる。

## 映画出演歴
- 1956年 - 王様と私 The King and I
- 1957年 - A Dancer's World
- 1960年 - Yuriko: Creation of a Dance